# ألكان حلقي

حلقي البوتان

الألكانات الحلقية أو حلقي الألكانات (بالإنجليزية: Cycloalkanes) كما تدعى بالنفثينات (إشارة إلى وجودها في النفط) هي ألكانات لديها حلقة واحدة أو أكثر من ذرات الكربون في بنيتها الكيميائية.
الألكانات الحلقية أحادية الحلقة لها الصيغة العامة CnH2n حيث (....،n = (3، 4، 5. أما الصيغة العامة يمكن كتابتها بالشكل CnH2(n+1-g) حيث n عدد ذرات الكربون وg عدد الحلقات في الجزيء.
أبسط الألكانات الحلقية حلقي البروبان أو البروبان الحلقي (سايكلوبروبان) C3H6.

## اقرأ أيضاً
- مركب أليفاتي حلقي
- أمينوسايكليتول